# Assyrisch-neuaramäischer Dialekt
Der assyrisch-neuaramäische Dialekt (aramäisch: ܐܬܘܪܝܐ Ātûrāyâ, ܣܘܪܝܬ Sûret u. a.; auch nestorianisch-neuaramäisch; russisch früher ajsorskij, daher auch die Bezeichnung Aisor, heute assirijskij) ist ein nordostaramäischer Dialekt, den insgesamt etwa 200.000 Menschen sprechen. Ursprüngliche Verbreitungsgebiete sind der Irak (ca. 30.000 Sprecher), Syrien (ca. 30.000 Sprecher) und Iran (ca. 15.000 Sprecher). Kleinere Gruppen von Sprechern finden sich daneben in Transkaukasien, d. h. in Georgien und Armenien, sowie in Russland und in der Ukraine. Weitere Sprechergruppen migrierten seit dem Zweiten Weltkrieg nach West- und Mitteleuropa, Nordamerika und Australien.
Der assyrisch-neuaramäische Dialekt steht dem chaldäisch-neuaramäischen Dialekt und einigen kleineren nordostaramäischen Dialekten nahe. Mit dem assyrischen Dialekt der altorientalischen Sprache Akkadisch steht es in keiner direkten Verbindung, beide gehören allerdings zu den semitischen Sprachen.
Die Sprecher dieses Dialekts sind vorwiegend ostsyrische Christen.

## Schrift
Das Assyrisch-Neuaramäische wird in den drei Schriften Estrangelo, Serto und Nestorianisch geschrieben (siehe syrisches Alphabet), wobei der Dialekt von Urmia (Iran) zugrunde gelegt wird.
In den 1920er- bzw. 1930er-Jahren wurden auf dem Territorium der Sowjetunion Versuche unternommen, die Sprache mit Hilfe des kyrillischen bzw. lateinischen Alphabets zu verschriften.